# Chasing Pavements
«Chasing Pavements»  es una canción interpretada por la cantautora británica Adele, incluida en su álbum debut, 19, de 2008. La intérprete la compuso junto a Eg White, mientras que este último también la produjo. XL Recordings la lanzó oficialmente como el segundo sencillo de 19 el 13 de enero de 2008 en Europa y Oceanía. De acuerdo con Daily Mail, prohibieron la canción en varias emisoras de radio de los Estados Unidos debido a que su letra podría significar «perseguir a los hombres homosexuales».
«Chasing Pavements» logró un éxito comercial mediano alrededor del mundo. En los Estados Unidos, alcanzó la posición número veintiuno en la lista Billboard Hot 100, la diez en Digital Songs y la dieciséis en Adult Pop Songs. En el Reino Unido, el tema se ubicó en el segundo puesto del conteo UK Singles Chart, siendo la canción mejor posicionada de la intérprete en ese entonces, hasta que «Someone Like You» alcanzó el primer puesto en 2011. Además recibió un disco de platino en los Estados Unidos por parte de la RIAA, ya que vendió más de un millón de copias, mientras que en el Reino Unido recibió un disco de oro otorgado por la BPI.
Su vídeo musical se estrenó el 31 de enero de 2008 en la cuenta oficial de XL Recordings en YouTube, donde se representa un accidente automovilístico ocurrido en el Hyde Park de Londres, Inglaterra. El elenco de la serie Glee versionó «Chasing Pavements» para el episodio The New Rachel. En 2009, en la 51.ª entrega de los Premios Grammy, la canción recibió tres nominaciones; grabación del año, canción del año y mejor interpretación vocal pop femenina, ganando en esta última categoría.

## Antecedentes y descripción

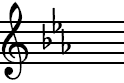
La canción está compuesta en la tonalidad do menor.

En 2006, Adele publicó tres demos en su cuenta de MySpace como parte de un trabajo escolar, lo que llamó la atención de la discográfica XL Recordings. Posteriormente dijo a la revista estadounidense Rolling Stone que: «Pensé que tendría un trabajo de escultismo, hasta que ellos me dijeron que firmara un contrato». Mientras trabajaba en su álbum debut, la cantante descubrió que su novio la había engañado y confesó que: «Fui a la taberna [donde él estaba] y lo golpeé. Me sacaron y cuando estaba huyendo vino hacia mí la frase "Chasing Pavements". La canté en mi teléfono, fui a casa y saqué los tres acordes juntos». La canción se lanzó en formato de descarga digital el 13 de enero de 2008 y en CD el 21 del mismo mes, este último sólo se puso en venta en el Reino Unido e incluye a la canción «That's It, I Quit, I'm Movin' On» como lado B.
«Chasing Pavements» es una canción de género soul, influenciada por los estilos pop rock y jazz. La intérprete la compuso junto con Eg White y producida por este último, bajo el sello discográfico de XL Recordings. Según Ron Hart de PopMatters, «canciones como ésta, ayudan a acentuar el poder de la voz [de Adele] con más eficacia». En su revisión de 19, Matthew Chisling de Allmusic dijo que «esta canción, junto a "Melt My Heart to Stone", hacen que la intérprete se deje llevar por la letra de cada una de estas canciones increíbles». De acuerdo con una partitura publicada por Universal Music Publishing Ltd. en el sitio en Musicnotes.com, el tema tiene un tempo de 80 pulsaciones por minuto y está compuesto en la tonalidad de do menor. El registro vocal de Adele se extiende desde la nota mi♯4 hasta la do♯6. Su letra trata de una historia de amor. Una chica quiere expresar sus sentimientos por el chico que le gusta, pero, al mismo tiempo tiene miedo de si el hombre no se siente de la misma manera. Ella está en una paradoja, si luchar por el amor que tiene hacia el chico, o perseguir los pavimentos grises y vacíos sin que estos lleven a ningún lugar.

## Recepción

### Comentarios de la crítica
Bill Lamb de About.com comentó que: «la canción es la mejor del álbum, gracias a su buen desempeño comercial en listas del Reino Unido y de los Estados Unidos». Además, Lamb la ubicó en el top 10 de las mejores canciones de Adele, donde ocupó el puesto número tres. El sitio Sputnikmusic dijo que «los versos sutiles y suaves se yuxtaponen en contra de los estribillos» y agregó: «esta, junto con "Cold Shoulder" y "Melt My Heart to Stone", son sin duda las mejores colaboraciones que realizó Eg White en todo el álbum [19]». Nick Levine de Digital Spy la calificó con cuatro de cinco estrellas y comentó: «"Chasing Pavements" es una canción suave que contiene el soul de la vieja escuela».
De acuerdo con Daily Mail, la canción se prohibió en varias radioemisoras de los Estados Unidos, debido a que la letra podría significar «perseguir a los hombres homosexuales», lo cual causó mucha controversia en contra de Adele. De acuerdo con el sitio web Blinded by Sound, comienza con una tonada suave y llena de emoción, agregando que: «Cuando empiezan los estribillos, puede llegar a poner la piel de gallina de quien la escuche, e incluso sacarle una lágrima».

### Recepción comercial
«Chasing Pavements» tuvo un buen recibimiento comercial en los Estados Unidos. Alcanzó puesto veintiuno en la lista Billboard Hot 100. También se ubicó en las posiciones número diez, dieciséis y veintitrés de las listas Digital Songs, Adult Pop Songs y Adult contemporary, respectivamente. Para octubre de 2011, la canción había vendido 1 200 000 descargas digitales en dicho país, lo cual le hizo valer la certificación de disco de platino por la RIAA. En Canadá, debutó en la posición veintiocho del conteo Canadian Hot 100, siendo esta su máxima posición en la lista. Además, se le acreditó por la CRIA con un disco de oro por haber vendido más de 40 000 copias digitales en el país.
En los Países Bajos, el tema debutó en la posición sesenta y tres de la lista Dutch Singles Chart y a su quinta semana, alcanzó su máxima posición en el tercer lugar, permaneciendo en esta posición solo una semana. En Bélgica, tuvo una buena recepción en sus dos regiones: en la región flamenca alcanzó la posición número diez del conteo Ultratop 50, mientras que en la región valona llegó al número veintiuno. En Noruega, alcanzó el número uno de la lista Norwegian Singles Chart por dos semanas consecutivas, siendo este el sencillo mejor posicionado de Adele en dicho país. Luego de su buena recepción en listas noruegas, la IFPI le otorgó un disco de oro a «Chasing Pavements» por ventas superadas a 5000 descargas digitales. En el Reino Unido, se ubicó en el segundo lugar de la lista UK Singles Chart, convirtiéndose en el sencillo mejor posicionado de la intérprete en dicho país, hasta que en 2011, «Someone like You» alcanzará el número uno. Además, la BPI condecoró a la canción con un disco de oro por vender más de 400 000 copias en dicho país.

## Promoción

### Vídeo musical

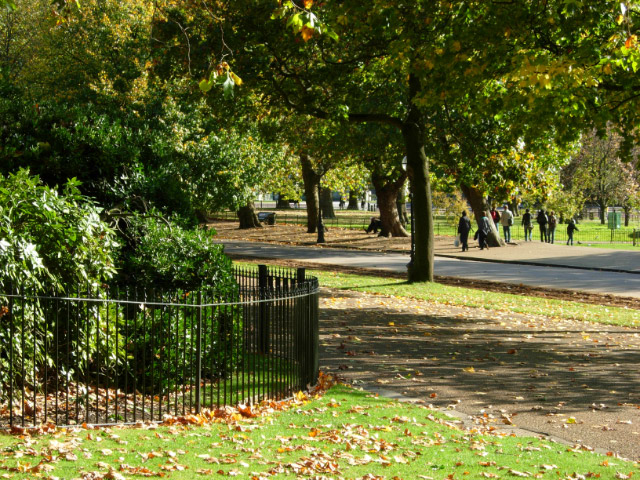
El vídeo musical representa un accidente ocurrido en el Hyde Park, Londres (foto).

El vídeo musical se estrenó el 31 de enero de 2008 en la cuenta oficial de XL Recordings en YouTube, donde se representa un accidente automovilístico ocurrido en el Hyde Park de Londres, Inglaterra. Mathew Cullen dirigió el video y se grabó en Los Ángeles, por lo cual se tuvo que ambientar el lugar de filmación para que se viera similar a la ciudad de Londres. El vídeo comienza mostrando a una pareja en un pavimento afectada por un accidente automovilístico; cuando comienza a sonar la canción, se observa a Adele en un automóvil a unos metros del accidente junto a un hombre que la acompaña y también empiezan a aparecer varias personas para ver lo que sucedió. En el momento en que empiezan los estribillos, la pareja actúa como si nada hubiese pasado, comienzan a recrear su relación con varias acciones. Después, la intérprete se baja del auto donde se encontraba para cantar al lado de un árbol mientras ve cómo los heridos son auxiliados por un equipo médico. Antes de terminar la canción, la pareja y todos los presentes en el lugar del accidente comienzan a bailar. Ya al término del vídeo, retorna la realidad, se llevan a los heridos en una camilla, cada uno en diferentes direcciones.

### Interpretaciones en directo
«Chasing Pavements» apareció en tres episodios de la serie británica Hollyoaks. También apareció en la película Wild Child, publicada el 15 de agosto de 2008. Adele la interpretó, junto con «Cold Shoulder» en el programa nocturno estadounidense Saturday Night Live el día 18 de octubre de 2008. También la cantó en Friday Night with Jonathan Ross el 7 de diciembre de 2007. La intérprete realizó una presentación en donde cantó el tema, junto con Jennifer Nettles en la quincuagésima primera entrega de los premios Grammy. Según Ben Wener del periódico The Orange County Register, Adele lucía «elegante, hermosa, conmovedora» agregando que: «hubiera preferido que "Chasing Pavements" ganara en la categoría grabación del año, en lugar de  "Please Read the Letter" de Robert Plant & Alison Krauss». La canción se incluyó en el primer EP de la cantante, iTunes Live from SoHo, lanzado digitalmente el 3 de febrero de 2009. También en la lista de canciones de su álbum en DVD Live at the Royal Albert Hall. Adele la ha incluido en el repertorio de sus giras An Evening with Adele (2008-09), Adele Live (2011) y Adele Live 2016 (2016-17).

## Formatos
Descarga digital
| Descarga digital |                     |          |  |
| N.º              | Título              | Duración |  |
| 1.               | «Chasing Pavements» | 3:31     |  |

Sencillo en CD y en vinilo de 7"
| «Chasing Pavements» - CD y Vinilo de 7" — Reino Unido |                                    |          |  |
| N.º                                                   | Título                             | Duración |  |
| 1.                                                    | «Chasing Pavements»                | 3:31     |  |
| 2.                                                    | «That’s It, I Quit, I’m Movin’ On» | 2:13     |  |

## Posicionamiento en listas

### Semanales
| País              | Lista (2008)            | Mejor posición |
| ----------------- | ----------------------- | -------------- |
| Alemania          | German Singles Chart    | 46             |
| Austria           | Austrian Singles Chart  | 56             |
| Bélgica (Flandes) | Ultratop 50             | 10             |
| Bélgica (Valona)  | Ultratop 40             | 21             |
| Canadá            | Canadian Hot 100        | 28             |
| Dinamarca         | Danish Singles Chart    | 8              |
| Eslovaquia        | Slovakia Radio Top 100  | 51             |
| Estados Unidos    | Billboard Hot 100       | 21             |
| Estados Unidos    | Digital Songs           | 10             |
| Estados Unidos    | Adult Contemporary      | 23             |
| Estados Unidos    | Adult Pop Songs         | 16             |
| Europa            | European Hot 100        | 8              |
| Irlanda           | Irish Singles Chart     | 7              |
| Italia            | Italian Singles Chart   | 7              |
| Japón             | Japan Hot 100           | 43             |
| Noruega           | Norwegian Singles Chart | 1              |
| Países Bajos      | Dutch Singles Chart     | 9              |
| Reino Unido       | UK Singles Chart        | 2              |
| República Checa   | Czech Singles Chart     | 27             |
| Suecia            | Swedish Singles Chart   | 37             |

Sueción en listas
| Predecesor: «Supernatural Superserious» de R.E.M. | Norwegian Singles Chart — Sencillo N° 1 16 de marzo de 2008 — 29 de marzo de 2008 | Sucesor: «4 Minutes» de Madonna con Justin Timberlake |

### Anuales
| País              | Lista               | Posición |
| 2008              | 2008                | 2008     |
| ----------------- | ------------------- | -------- |
| Bélgica (Flandes) | Ultratop 50         | 27       |
| Bélgica (Valonia) | Ultratop 40         | 91       |
| Europa            | European Hot 100    | 53       |
| Países Bajos      | Dutch Singles Chart | 36       |
| Reino Unido       | UK Singles Chart    | 27       |

### Certificaciones
| País           | Organismo certificador | Certificación | Simbolización | Ref.   |
| -------------- | ---------------------- | ------------- | ------------- | ------ |
| Canadá         | MC                     | Oro           | ●             | [ 22 ] |
| Dinamarca      | IFPI                   | Oro           | ●             | [ 53 ] |
| Estados Unidos | RIAA                   | Platino       | ▲             | [ 8 ]  |
| Noruega        | IFPI                   | Oro           | ●             | [ 27 ] |
| Reino Unido    | BPI                    | Oro           | ●             | [ 9 ]  |

## Premios y nominaciones
El sencillo «Chasing Pavements» obtuvo nominaciones en distintas ceremonias de premiación. A continuación, una lista de las candidaturas que obtuvo:
| Año  | Ceremonia de Premiación | Categoría                                  | Resultado | Ref.   |
| ---- | ----------------------- | ------------------------------------------ | --------- | ------ |
| 2008 | MTV Video Music Awards  | Mejor coreografía                          | Nominado  | [ 54 ] |
| 2009 | BMI London Awards       | Mejor canción pop                          | Ganador   | [ 55 ] |
| 2009 | Brit Awards             | Mejor sencillo británico                   | Nominado  | [ 56 ] |
| 2009 | Premios Grammy          | Grabación del año                          | Nominado  | [ 57 ] |
| 2009 | Premios Grammy          | Canción del año                            | Nominado  | [ 57 ] |
| 2009 | Premios Grammy          | Mejor interpretación femenina vocal de pop | Ganador   | [ 58 ] |

## Créditos y personal
- Adele: Voz y composición.
- Eg White: Producción, composición y arreglos.
- Tom Elmhirst: Mezcla.
- Dan Perry: Mezcla.

Fuente: Discogs.